# 하녀들 (드라마)
《하녀들》은 JTBC에서 2014년 12월 12일부터 2015년 3월 28일까지 방송된 JTBC 금토 드라마이며, 2014년 12월 13일, 2화부터 결방을 시작으로, 2015년 1월 23일부터 다시 방송을 재개되었다.

## 줄거리
조선시대 노비들의 이야기를 그린 모던사극으로 신분과 계급을 뛰어넘는 운명을 극복하는 스토리를 그린 드라마

## 등장 인물

### 주요 인물
- 정유미 : 국인엽 역
- 오지호 : 무명/이비 역
- 김동욱 : 김은기 역
- 이시아 : 허윤옥 역

### 부원군 국유 댁
- 전노민 : 국유 역 (특별출연)

### 호판 김치권 댁
- 김갑수 : 김치권 역
- 진희경 : 한씨부인 역

### 병판 허응참 댁
- 박철민 : 허응참 역
- 전미선 : 윤씨부인 역
- 이이경 : 허윤서 역
- 이엘 : 허윤서의 처, 강씨부인 역

### 허응참 댁 행랑채
- 전소민 : 단지 역
- 이연경 : 침모 단지네 역
- 채국희 : 찬모 해상 역
- 김종훈 : 떡쇠 역
- 전수진 : 개똥이 역
- 심훈기 : 용춘 역
- 김혜나 : 옥이 역

### 국유 댁 행랑채
- 이초희 : 사월이 역
- 임현성 : 풍이 역
- 지승현 : 덕구 역

### 그외 인물들
- 안내상 : 태종 이방원 역
- 이도경 : 태조 이성계 역 (특별출연)
- 이채영 : 가희아 역
- 엄태구 : 치복 역
- 양승필 : 바우 역
- 이신성 : 종대 역
- 하수호
- 박귀순
- 오희준
- 김태환
- 예수정
- 허성태
- 이윤건
- 정강희
- 이범훈 : 육삼 역

## 시청률
최저 시청률과 최고 시청률은 시청률 조사회사와 지역별로 시청률에 차이가 있을 수 있습니다.
| 2014년 | 2014년    | 2014년     |
| 회차   | 방송일    | AGB 시청률 |
| ------ | --------- | ---------- |
| 제1회  | 12월 12일 | 2.141%     |
|        |           |            |
| 2015년 |           |            |
| 제1회  | 1월 23일  | 1.632%     |
| 제2회  | 1월 24일  | 1.695%     |
| 제3회  | 1월 30일  | 1.565%     |
| 제4회  | 1월 31일  | 1.872%     |
| 제5회  | 2월 6일   | 2.186%     |
| 제6회  | 2월 7일   | 3.025%     |
| 제7회  | 2월 13일  | 3.048%     |
| 제8회  | 2월 14일  | 2.620%     |
| 제9회  | 2월 20일  | 3.083%     |
| 제10회 | 2월 21일  | 3.484%     |
| 제11회 | 2월 27일  | 3.371%     |
| 제12회 | 2월 28일  | 3.215%     |
| 제13회 | 3월 6일   | 3.493%     |
| 제14회 | 3월 7일   | 3.271%     |
| 제15회 | 3월 13일  | 3.421%     |
| 제16회 | 3월 14일  | 4.675%     |
| 제17회 | 3월 20일  | 4.081%     |
| 제18회 | 3월 21일  | 4.001%     |
| 제19회 | 3월 27일  | 3.816%     |
| 제20회 | 3월 28일  | 4.725%     |

## 결방 및 사건
- 2014년 12월 13일 오후 1시 23분경 경기도 연천군 세트장에서 드라마를 촬영하던 중 갑자기 큰 화재가 발생됨에 따라, 촬영중이던 제작진 1명이 숨지는 사고가 일어나게 되자, 40일 넘게 방송을 중지하였다. 그러나 하녀들은 2015년 1월 23일을 기해 방송을 재개하였다.[4]
- 결방 : 2014년 12월 13일, 19일, 20일, 26일, 27일, 2015년 1월 2일, 3일, 9일, 10일, 16일, 17일 (11차례에 걸쳐 결방)